# Olympiakos Syndesmos Filathlōn Peiraiōs 2013-2014
Questa voce raccoglie le informazioni riguardanti l'Olympiakos nelle competizioni ufficiali della stagione 2013-2014.

## Rosa
| N. |                             | Ruolo | Calciatore            |
| -- | --------------------------- | ----- | --------------------- |
| 1  | Irlanda del Nord (bandiera) | P     | Roy Carroll           |
| 2  | Grecia (bandiera)           | C     | Giannīs Maniatīs      |
| 3  | Portogallo (bandiera)       | C     | Pelé                  |
| 4  | Spagna (bandiera)           | D     | Miguel Torres         |
| 5  | Portogallo (bandiera)       | C     | Paulo Machado         |
| 6  | Grecia (bandiera)           | D     | Anastasios Papazoglou |
| 7  | Argentina (bandiera)        | C     | Ariel Ibagaza         |
| 8  | Rep. del Congo (bandiera)   | C     | Delvin Ndinga         |
| 9  | Argentina (bandiera)        | A     | Javier Saviola        |
| 11 | Grecia (bandiera)           | A     | Kōstas Mītroglou      |
| 14 | Grecia (bandiera)           | C     | Andreas Samarīs       |
| 16 | Spagna (bandiera)           | P     | Roberto               |
| 17 | Paraguay (bandiera)         | C     | Hernán Pérez          |
| 18 | Paraguay (bandiera)         | A     | Nelson Valdez         |
| 19 | Spagna (bandiera)           | C     | David Fuster          |

| N. |                       | Ruolo | Calciatore                     |
| -- | --------------------- | ----- | ------------------------------ |
| 20 | Grecia (bandiera)     | D     | José Holebas                   |
| 21 | Grecia (bandiera)     | D     | Avraam Papadopoulos (capitano) |
| 22 | Algeria (bandiera)    | D     | Carl Medjani                   |
| 23 | Grecia (bandiera)     | D     | Dīmītrios Siovas               |
| 24 | Grecia (bandiera)     | D     | Kōstas Manōlas                 |
| 25 | Spagna (bandiera)     | D     | Iván Marcano                   |
| 26 | Costa Rica (bandiera) | A     | Joel Campbell                  |
| 30 | Brasile (bandiera)    | D     | Leandro Salino                 |
| 35 | Argentina (bandiera)  | A     | Alejandro Domínguez            |
| 42 | Ungheria (bandiera)   | P     | Balázs Megyeri                 |
| 44 | Serbia (bandiera)     | A     | Marko Šćepović                 |
| 60 | Mali (bandiera)       | C     | Sambou Yatabaré                |
| 79 | Slovacchia (bandiera) | A     | Vladimír Weiss                 |
| 88 | Camerun (bandiera)    | D     | Gaëtan Bong                    |
| 99 | Nigeria (bandiera)    | A     | Michael Olaitan                |

## Calciomercato

### Sessione estiva
| Acquisti | Acquisti            | Acquisti        | Acquisti                |
| R.       | Nome                | a               | Modalità                |
| -------- | ------------------- | --------------- | ----------------------- |
| P        | Roberto             | Atlético Madrid | prestito                |
| D        | Gaëtan Bong         | Valenciennes    | definitivo (1 mln €)    |
| D        | Carl Medjani        | Monaco          | prestito                |
| D        | Miguel Torres       | Getafe          | definitivo (0,5 mln €)  |
| D        | Leandro Salino      | Braga           | svincolato              |
| D        | Manōlīs Tzanakakīs  | Ergotelīs       | svincolato              |
| C        | Andreas Bouchalakis | Ergotelīs       | definitivo (0,15 mln €) |
| C        | Tomás De Vincenti   | PAS Giannina    | svincolato              |
| C        | Marko Janković      | Partizan        | definitivo              |
| C        | Dīmītrīs Kolovos    | Paniōnios       | definitivo (0,75 mln €) |
| C        | Delvin Ndinga       | Monaco          | prestito                |
| C        | Andreas Samarīs     | Paniōnios       | fine prestito           |
| C        | Vladimír Weiss      | Pescara         | svincolato              |
| C        | Sambou Yatabaré     | Bastia          | definitivo (2,2 mln €)  |
| C        | Saša Zdjelar        | OFK Belgrado    | definitivo              |
| A        | Joel Campbell       | Arsenal         | prestito                |
| A        | Alejandro Domínguez | Rayo Vallecano  | svincolato              |
| A        | Michael Olaitan     | GAS Veria       | svincolato              |
| A        | Javier Saviola      | Malaga          | svincolato              |
| A        | Marko Šćepović      | Partizan        | definitivo (3,5 mln €)  |

| Cessioni | Cessioni                | Cessioni               | Cessioni                |
| R.       | Nome                    | a                      | Modalità                |
| -------- | ----------------------- | ---------------------- | ----------------------- |
| P        | Aristidis Vlachos       | Vataniakos             | prestito                |
| D        | Pablo Contreras         | Melbourne Victory      | svincolato              |
| D        | Drissa Diakité          | Bastia                 | svincolato              |
| D        | Claude Dielna           | Ajaccio                | prestito                |
| D        | Vasileios Karagkounīs   | Arīs Salonicco         | prestito                |
| D        | Leandro Pinto           | Kallonī                | prestito                |
| D        | Charalambos Lykogiannīs | Levadeiakos            | prestito                |
| D        | François Modesto        | Bastia                 | svincolato              |
| D        | Ioannis Potouridis      | Novara                 | svincolato              |
| D        | Konstantinos Rougalas   | Ergotelīs              | prestito                |
| D        | Manōlīs Tzanakakīs      | Ergotelīs              | prestito                |
| D        | Giannīs Zaradoukas      | Asteras Tripolīs       | svincolato              |
| C        | Djamel Abdoun           | Nottingham Forest      | definitivo (2,2 mln €)  |
| C        | Andreas Bouchalakis     | Ergotelīs              | prestito                |
| C        | Chumbinho               | Qarabağ                | svincolato              |
| C        | Tomás De Vincenti       | PAS Giannina           | prestito                |
| C        | Ljubomir Fejsa          | Benfica                | definitivo (4,5 mln €)  |
| C        | Ioannis Fetfatzidis     | Genoa                  | definitivo (4 mln €)    |
| C        | Petar Grbić             | Partizan               | prestito                |
| C        | Leandro Greco           | Livorno                | definitivo (0,92 mln €) |
| C        | Aleksandar Katai        | Platanias              | prestito                |
| C        | Dīmītrīs Kolovos        | Paniōnios              | prestito                |
| C        | Georgios Lyras          | Vataniakos             | prestito                |
| C        | Ioannis Paidakis        | Glyfada                | prestito                |
| C        | Juan Pablo Pino         | Independiente Medellín | prestito                |
| C        | Manōlīs Siōpīs          | Platanias              | prestito                |
| C        | Andreas Tatos           | Arīs Salonicco         | prestito                |
| C        | Saša Zdjelar            | OFK Belgrado           | prestito                |
| C        | Andreas Vasilogiannis   | AO Chania              | svincolato              |
| A        | Dīmītrīs Diamantakos    | Ergotelīs              | prestito                |
| A        | Rafik Djebbour          | Sivasspor              | prestito                |
| A        | Nikolaos Iōannidīs      | Hansa Rostock          | prestitio               |
| A        | Marko Pantelić          |                        | fine carriera           |
| A        | Panagiōtīs Vlachodīmos  | Augusta                | prestito                |

### Sessione invernale
| Acquisti | Acquisti          | Acquisti        | Acquisti                |
| R.       | Nome              | a               | Modalità                |
| -------- | ----------------- | --------------- | ----------------------- |
| D        | Iván Marcano      | Rubin           | prestito                |
| C        | Abdisalam Ibrahim | Manchester City | svincolato              |
| C        | Pelé              | Ergotelīs       | definitivo (0,44 mln €) |
| C        | Hernán Pérez      | Villarreal      | prestito (0,5 mln €)    |
| A        | Boban Lazić       | Ajax            | svincolato              |
| A        | Nelson Valdez     | Al-Jazira       | prestito                |

| Cessioni | Cessioni               | Cessioni          | Cessioni                |
| R.       | Nome                   | a                 | Modalità                |
| -------- | ---------------------- | ----------------- | ----------------------- |
| P        | Andreas Gianniōtīs     | Fostiras          | prestito                |
| P        | Aristidis Vlachos      | Ermis Zoniana     | prestito                |
| D        | Carl Medjani           | Monaco            | fine prestito           |
| D        | Konstantinos Rougalas  | Fostiras          | prestito                |
| C        | Tomás De Vincenti      | APOEL             | prestito                |
| C        | Abdisalam Ibrahim      | Ergotelīs         | prestito                |
| C        | Sambou Yatabaré        | Bastia            | prestito                |
| A        | Rafik Djebbour         | Nottingham Forest | definitivo (1,5 mln €)  |
| A        | Kōstas Mītroglou       | Fulham            | definitivo (15,2 mln €) |
| A        | Panagiōtīs Vlachodīmos | Platanias         | prestito                |
| A        | Vladimír Weiss         | Lekhwiya          | definitivo (5,3 mln €)  |

## Risultati

### Souper Ligka Ellada

#### Girone d'andata
| Arbitro: | Kostantinos Ioannidis (Argolide) |

|  |           |              |
|  | Marcatori | 61’ Maniatis |

| Arbitro: | Ilias Spathas (Il Pireo) |

|                        |           |               |
| Fuster 51’ Saviola 54’ | Marcatori | 47’ Napoleoni |

| Arbitro: | Giannis Topouzis (Rodopi) |

|  |           |                                                        |
|  | Marcatori | 16’ (rig.) Saviola 70’, 89’, 90+1’ Mitroglou 85’ Weiss |

| Arbitro: | Haralambos Kalogeropoulos (Atene) |

|                                    |           |  |
| Saviola 4’ Mitroglou 27’, 45’, 73’ | Marcatori |  |

| Agrinio 22 settembre 2013, ore 20:30 EEST 5ª giornata | Panaitōlikos                         | 0 – 0 (0-0) referto | Olympiacos | Stadio Panetolikou (4 502 spett.)\| Arbitro: \| Anastasios Sidīropoulos (Dodecaneso) \| |
| Arbitro:                                              | Anastasios Sidīropoulos (Dodecaneso) |                     |            |                                                                                         |

| Arbitro: | Michail Voskakis (Retimno) |

|  |           |                       |
|  | Marcatori | 61’ Weiss 75’ Saviola |

| Arbitro: | Ioannis Kabaxis (Eubea) |

|                                                       |           |  |
| Mitroglou 8’, 20’, 81’ Campbell 63’, 82’ Maniatis 71’ | Marcatori |  |

| Arbitro: | Apostolos Abarkiolis (Salonicco) |

|           |           |                                                          |
| Torres 2’ | Marcatori | 66’ (aut.) Fernandes 68’ Mitroglou 73’ Saviola 87’ Weiss |

| Arbitro: | Georgios Liahoudis (Salonicco) |

|                                                         |           |                 |
| Mitroglou 4’, 52’ Holebas 58’ Maniatis 85’ Yatabaré 86’ | Marcatori | Lambropoulos 1’ |

| Arbitro: | Stavros Mantalos (Kavala) |

|  |           |               |
|  | Marcatori | 90’ Mitroglou |

| Arbitro: | Andreas Pappas (Atene) |

|                                                   |           |  |
| Mitroglou 36’ Saviola 60’ Fuster 74’ Campbell 80’ | Marcatori |  |

| Arbitro: | Christos Mitsios (Giannina) |

|          |           |                                                  |
| Igor 42’ | Marcatori | 21’ Manolas 53’ Campbell 58’ Samaris 88’ Saviola |

| Arbitro: | Alexandros Dimitropoulos (Ftiotide) |

|                                         |           |  |
| Campbell 3’ Olaitan 45+2’ Domínguez 62’ | Marcatori |  |

| Arbitro: | Haralambos Kalogeropoulos (Atene) |

|                                  |           |  |
| Domínguez 74’ (rig.) Olaitan 89’ | Marcatori |  |

| Arbitro: | Andreas Pappas (Atene) |

|  |           |                        |
|  | Marcatori | 6’ Domínguez 27’ Weiss |

| Arbitro: | Alexandros Aretopoulos (Trikala) |

|                                                    |           |                       |
| Saviola 21’ Machado 51’ (rig.) Campbell 70’ (rig.) | Marcatori | 11’ Ilić 87’ Kritikos |

| Arbitro: | Mihail Voskakis (Retimno) |

|  |           |                                                     |
|  | Marcatori | 26’ Fuster 31’ Manolas 41’ Samaris 63’, 80’ Saviola |

#### Girone di ritorno
| Arbitro: | Anastasios Papapetrou (Atene) |

|                                                   |           |  |
| Saviola 13’ Domínguez 54’ Manolas 65’ Machado 75’ | Marcatori |  |

| Peristeri 12 gennaio 2014, ore 19:30 EET 19ª giornata | Atromītos                              | 0 – 0 (0-0) referto | Olympiacos | Stadio Peristeri (3 937 spett.)\| Arbitro: \| Dimitrios Styliaras (Etolia-Acarnania) \| |
| Arbitro:                                              | Dimitrios Styliaras (Etolia-Acarnania) |                     |            |                                                                                         |

| Arbitro: | Stefanos Mantakis (Emazia) |

|                         |           |  |
| Olaitan 54’ Holebas 82’ | Marcatori |  |

| Arbitro: | Alexandros Aretopoulos (Trikala) |

|  |           |                         |
|  | Marcatori | 24’ Olaitan 89’ Ibagaza |

| Arbitro: | Christos Mitsios (Giannina) |

|                                 |           |           |
| Olaitan 26’ Campbell 71’ (rig.) | Marcatori | 5’ Camara |

| Arbitro: | Stavros Tritsonis (Atene) |

|                          |           |  |
| Samaris 11’ Šćepović 18’ | Marcatori |  |

| Arbitro: | Apostolos Abarkiolis (Salonicco) |

|  |           |                                                         |
|  | Marcatori | 59’ Domínguez 69’ Pérez 70’, 90+2’ Olaitan 85’ Maniatis |

| Arbitro: | Ioannis Kabaxis (Eubea) |

|                                              |           |                            |
| Olaitan 28’ Valdez 68’ Pérez 70’ Marcano 78’ | Marcatori | 37’ Torres 72’ Vlachodimos |

| Arbitro: | Kostantinos Ioannidis (Argolide) |

|  |           |                                    |
|  | Marcatori | 39’ Machado 42’, 52’, 88’ Šćepović |

| Arbitro: | Anastasios Sidīropoulos (Dodecaneso) |

|  |           |                                |
|  | Marcatori | 45’ Pranjić 67’ Berg 89’ Abeid |

| Arbitro: | Anastasios Kakos (Corfù) |

|                               |           |             |
| Athanasiadis 36’ Tzavelas 84’ | Marcatori | 33’ Samaris |

| Arbitro: | Georgios Kizas (Drama) |

|                              |           |  |
| Valdez 35’ Fuster 90’ (rig.) | Marcatori |  |

| Arbitro: | Christos Mitsios (Giannina) |

|             |           |                                        |
| Ibrahim 55’ | Marcatori | 3’, 9’, 13’ Valdez 32’ (rig.) Campbell |

| Arbitro: | Andreas Pappas (Atene) |

|                              |           |            |
| De Blasis 22’ Carrasco 90+2’ | Marcatori | 60’ Vergos |

| Arbitro: | Ioannis Deflakis (Arcadia) |

|            |           |  |
| Valdez 84’ | Marcatori |  |

| Arbitro: | Anastasios Papapetrou (Atene) |

|                     |           |  |
| Michaīl 1’ Vila 14’ | Marcatori |  |

| Arbitro: | Anastasios Sidīropoulos (Dodecaneso) |

|             |           |  |
| Saviola 88’ | Marcatori |  |

### Coppa di Grecia
| Arbitro: | Aristidis Vatsios (Attica Occidentale) |

|                                                       |           |             |
| Campbell 4’ Yatabaré 8’ Šćepović 52’, 81’ Olaitan 63’ | Marcatori | 56’ Frangos |

| Arbitro: | Anastasios Papapetrou (Atene) |

|                                  |           |                                                           |
| Frangos 8’ Randy 51’ Álvarez 76’ | Marcatori | 16’ Fuster 23’ Weiss 25’ Olaitan 33’ Ndinga 86’ Papasavas |

| Arbitro: | Stavros Mantalos (Kavala) |

|                                                        |           |  |
| Domínguez 17’ (rig.) Campbell 35’ Bong 56’ Olaitan 60’ | Marcatori |  |

| Arbitro: | Anastasios Sidīropoulos (Dodecaneso) |

|  |           |              |
|  | Marcatori | 79’ Šćepović |

| Il Pireo 29 gennaio 2014, ore 20:00 EET Quarti di finale - Andata | Olympiacos             | 0 – 0 (0-0) referto | Atromītos | Stadio Karaiskákis\| Arbitro: \| Andreas Pappas (Atene) \| |
| Arbitro:                                                          | Andreas Pappas (Atene) |                     |           |                                                            |

| Arbitro: | Stavros Mantalos (Kavala) |

|                |           |                      |
| Tavlaridis 42’ | Marcatori | 56’ (rig.) Domínguez |

| Arbitro: | Haralambos Kalogeropoulos (Atene) |

|                          |           |                  |
| Domínguez 8’ Machado 11’ | Marcatori | 31’ Athanasiadis |

| Arbitro: | Stavros Mantalos (Kavala) |

|                  |           |  |
| Athanasiadis 47’ | Marcatori |  |

### Champions League

#### Fase a gruppi
| Arbitro: | Felix Brych |

|           |           |                                          |
| Weiss 25’ | Marcatori | 19’ Cavani 68’, 73’ Motta 86’ Marquinhos |

| Arbitro: | Tom Harald Hagen |

|  |           |                         |
|  | Marcatori | 17’, 56’, 72’ Mitroglou |

| Arbitro: | Alberto Undiano Mallenco |

|             |           |               |
| Cardozo 83’ | Marcatori | 29’ Domínguez |

| Arbitro: | Damir Skomina |

|             |           |  |
| Manolas 13’ | Marcatori |  |

| Arbitro: | Craig Thomson |

|                           |           |             |
| Ibrahimović 7’ Cavani 90’ | Marcatori | 80’ Manolas |

| Arbitro: | Wolfgang Stark |

|                                         |           |              |
| Saviola 33’, 58’ Domínguez 90+5’ (rig.) | Marcatori | 39’ Kljestan |

#### Fase a eliminazione diretta
| Arbitro: | Gianluca Rocchi |

|                            |           |  |
| Domínguez 38’ Campbell 55’ | Marcatori |  |

| Arbitro: | Björn Kuipers |

|                                   |           |  |
| van Persie 25’ (rig.), 45+1’, 52’ | Marcatori |  |